# Manifest październikowy

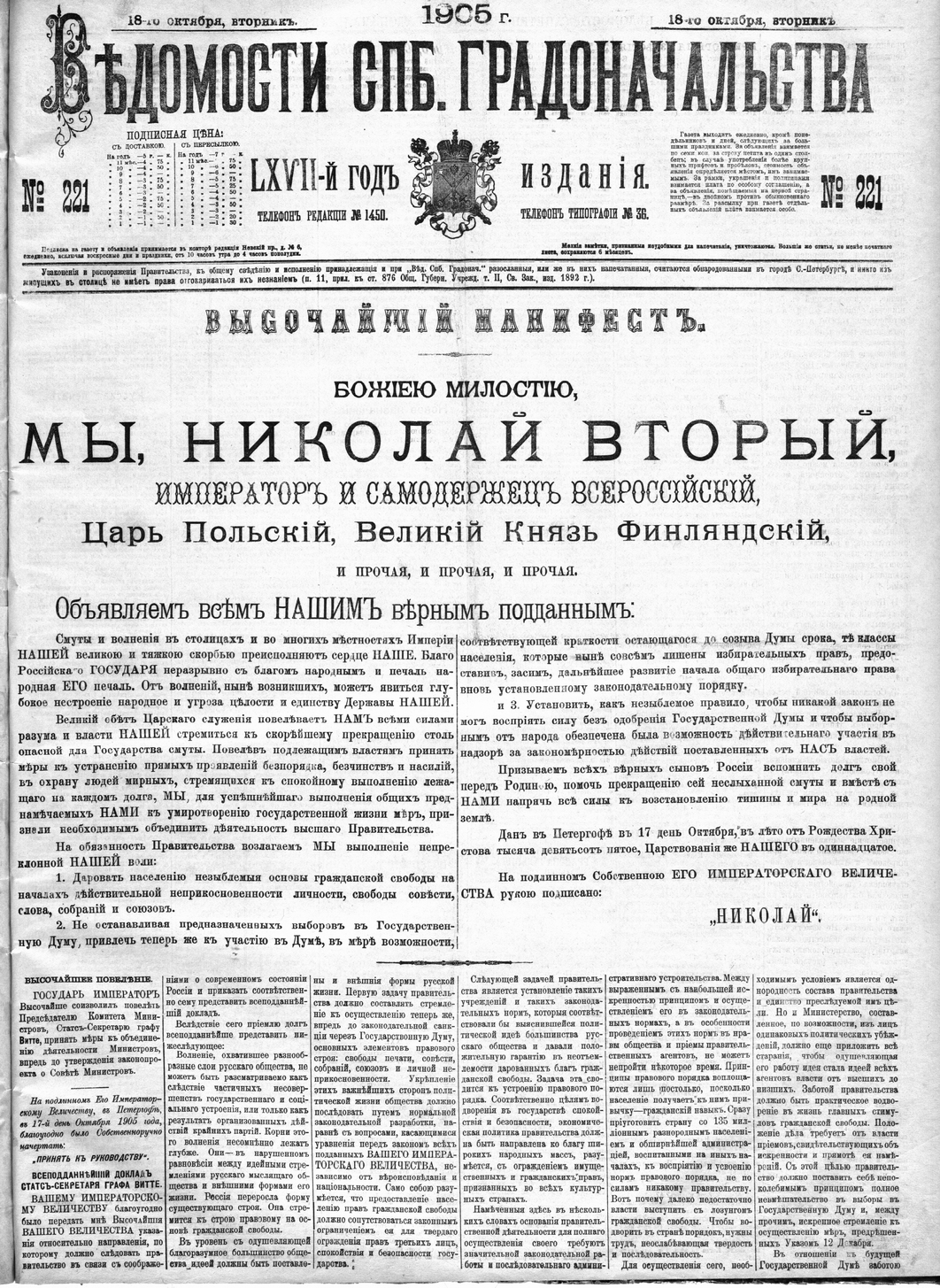
Oficjalny tekst manifestu październikowego

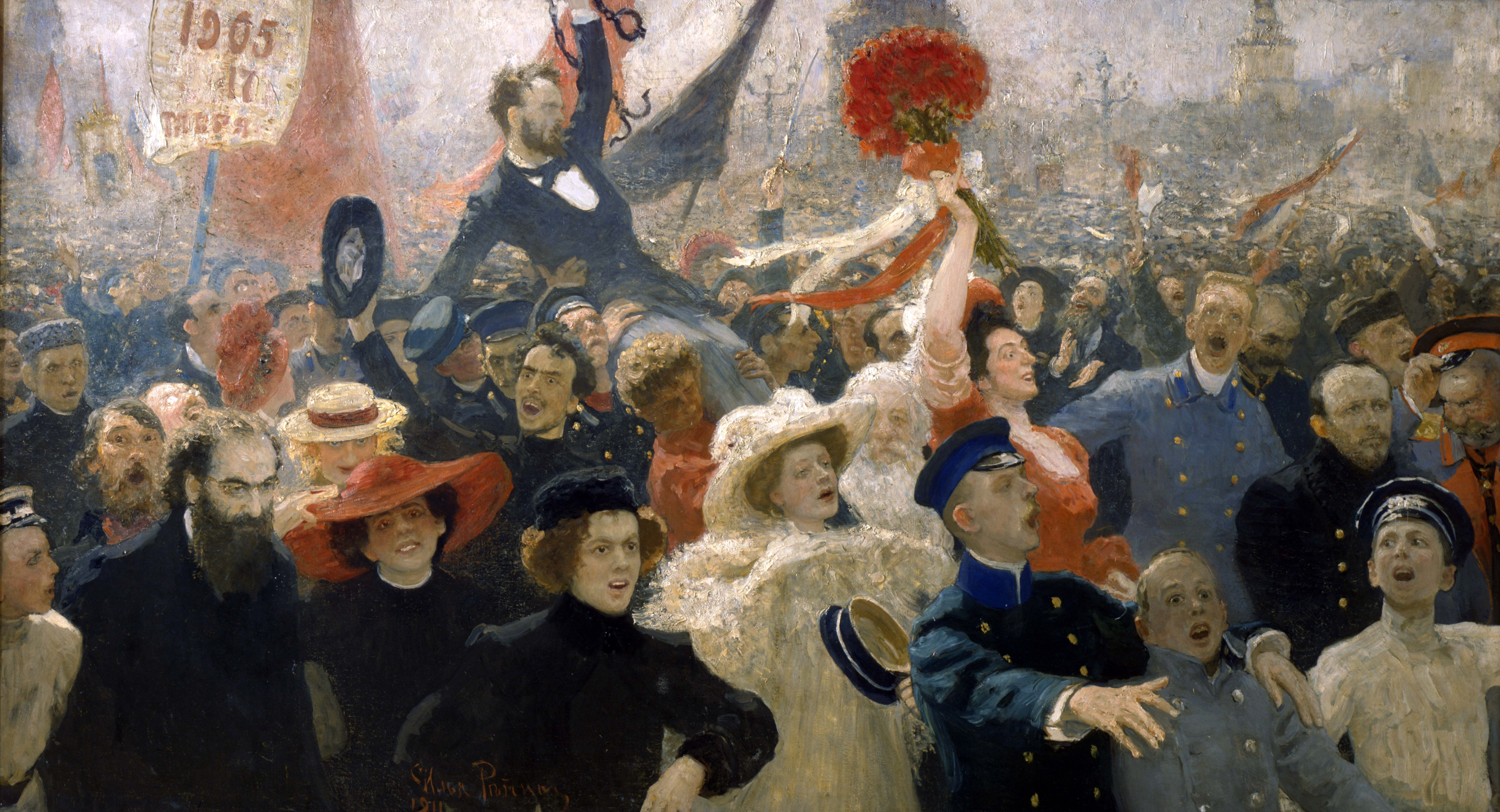
„Manifestacja 17 października” – obraz Ilji Riepina.

Manifest październikowy (ros. Октябрьский манифест) – odezwa wydana pod wpływem Siergieja Wittego (i przez niego opracowana) przez Mikołaja II w czasie rewolucji 1905 w Rosji. Ówczesne strajki objęły ponad 2 mln osób we wszystkich ważniejszych guberniach.
Manifest wydany 30 października 1905 (17 października według kalendarza juliańskiego) zapowiadał przyznanie ludności swobód obywatelskich, amnestię, wolność wyznaniową (w tym możliwość przejścia dawnych unitów na łono Kościoła rzymskokatolickiego), prawo wyborcze dla wszystkich warstw społecznych i powołanie Dumy Państwowej jako władzy ustawodawczej.
Celem wydania manifestu było uspokojenie społeczeństwa i powstrzymanie nastrojów rewolucyjnych.